# سمندر غارزی

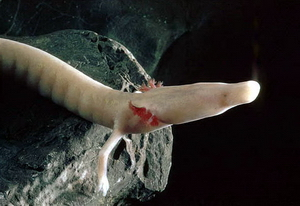
سمندر سفید (Proteus anguinus) در غرب شبه جزیره بالکان

سمندر غاری (به انگلیسی: Cave salamander) نوعی سمندر است که عمدتاً یا منحصراً در غارها زندگی می‌کند، گروهی که شامل چندین گونه است. برخی از این جانوران سازگاری‌های ویژه و حتی شدیدی با محیط‌های زیرزمینی خود ایجاد کرده‌اند. برخی از گونه‌ها تنها چشم‌های ابتدایی (یا حتی غایب) دارند (سمندرهای کور). برخی دیگر بدون رنگدانه هستند که در آنها به رنگ مایل به زرد یا صورتی کم‌رنگ تبدیل می‌شود (به عنوان مثال، Eurycea rathbuni).
به استثنای Proteus anguinus، همه سمندرهای غار اعضای خانواده Plethodontidae ("سمندرهای بدون ریه") هستند.

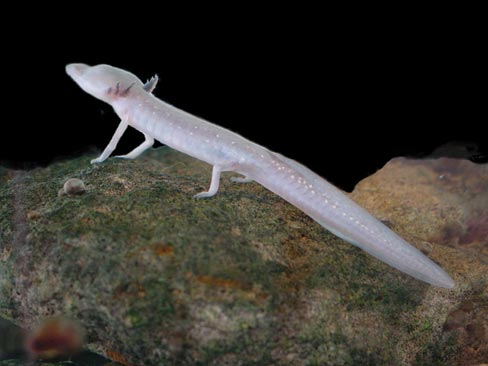
سمندر غارزی تگزاسی (Eurycea rathbuni).